# (19822) Vonzielonka
(19822) Vonzielonka (2000 SK169) – planetoida z grupy pasa głównego asteroid okrążająca Słońce w ciągu 3,52 lat w średniej odległości 2,31 j.a. Została odkryta 23 września 2000 roku.